# Francisco de Paula Quadrado y de Roo
Francisco de Paula Quadrado de Roo (Puerto Real, aleshores regne de Sevilla, 1794 - Madrid, 2 de desembre de 1873) va ser militar, marí, acadèmic i diplomàtic espanyol, membre de la Reial Acadèmia de la Història.

## Biografia
En 1809 ingressà al cos de guardiamarina a el Puerto de Santa María i arribaria a assolir el grau de capità de navili i brigadier de l'Armada en 1858. En 1823 fou agregat militar a l'ambaixada espanyola a Berlín, en 1833 als Estats Units i el 1835 a Torí. Fou condecorat amb la Creu Llorejada de la Marina. Es jubilà de l'Armada Espanyola en 1858.
Ingressà a la Reial Acadèmia de la Història com a membre corresponent en 1823 i en 1825 passà a supernumerari. Assolí el grau de numerari en 1838 com a primer en regir la Medalla número 1 i en 1844 fou nomenat tresorer de l'Acadèmia. De 1851 a 1865 seria censor de l'Acadèmia. En 1826 va ser secretari de la Comissió d'Índies encarregada d'imprimir la Crónica de Gonzalo Fernández de Oviedo i en 1857 fou president de la Comissió per formar els índexs de la Col·lecció de Manuscrits procedents de monestirs i convents suprimits. Va morir a Madrid, el 2 de desembre de 1873, al número 15 del cèntric carrer del Caballero de Gracia. També va ser membre corresponent de la Reial Acadèmia de Ciències de Torí.